# Gentil garçon

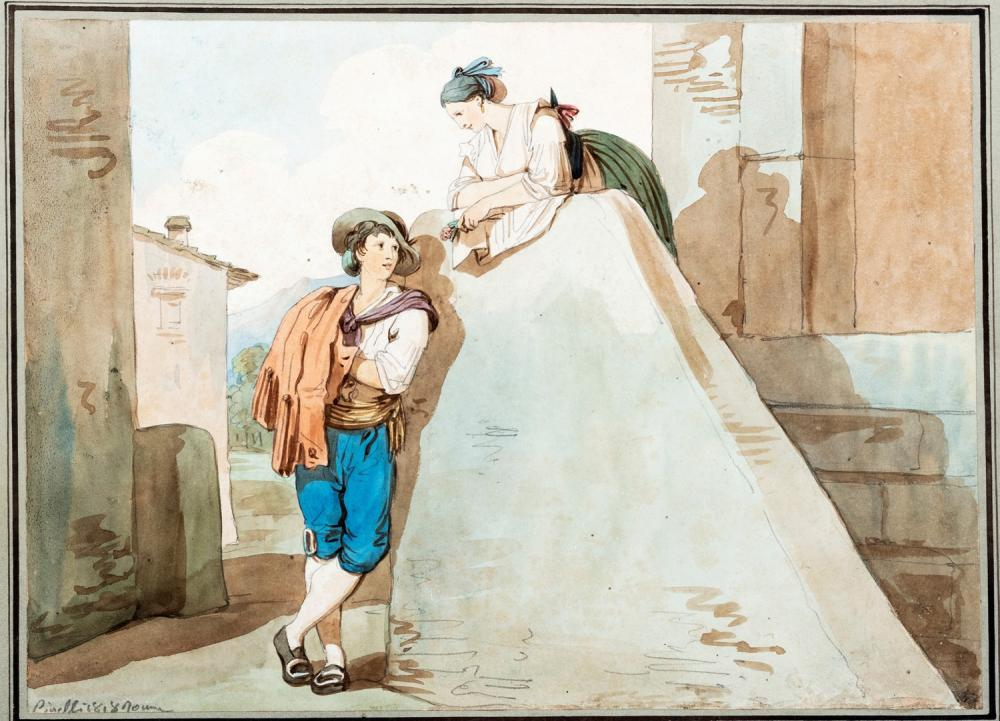
Un homme courtisant une femme (Courtship - Rome, 1818 - par Bartolomeo Pinelli)

Gentil garçon ou Nice guy (en anglais) est un terme informel, couramment utilisé avec un sens littéral ou sarcastique, pour décrire un homme.
Dans le sens littéral, le terme décrit un homme qui est agréable, doux, compatissant, sensible et vulnérable. Le terme est utilisé de manière positive et négative. Lorsqu'il est utilisé positivement, et particulièrement lorsqu'il est utilisé comme préférence ou description par quelqu'un d'autre, il implique un homme qui met les besoins des autres avant les siens, évite les confrontations, rend des services, fournit un travail émotionnel, essaie de rester en dehors des ennuis et agit généralement de manière gentille envers les autres. Dans le contexte d'une relation, il peut également se référer à des traits d'honnêteté, de loyauté, de romantisme, de courtoisie et de respect.
Lorsqu'il est utilisé négativement, un "gentil garçon" implique un homme qui est non-assertif ou autrement peu attrayant. L'opposé d'un véritable "gentil garçon" est communément décrit comme un "salaud", un terme pour une personne méchante, égoïste et insensible. Un homme est qualifié de "salaud" en fonction de la manière dont il traite son partenaire, vu comme le cas extrême où il n'aurait pas de côté sensible ou gentil et est perçu comme un "macho" insensible.
Cependant, le terme est également souvent utilisé sarcastiquement, en particulier dans le contexte des rencontres, pour décrire quelqu'un qui croit posséder les caractéristiques d'un véritable "gentil garçon", même s'il ne les possède pas réellement, et qui utilise des actes d'amitié et d'étiquette sociale de base avec le but ultérieur de progresser vers une relation romantique ou sexuelle,. Cela est parfois appelé "syndrome du gentil garçon", qui est utilisé pour décrire un sentiment de droit à l'attention sexuelle ou romantique des femmes simplement pour être "gentil", et une colère irrationnelle lorsque cette attention n'est pas réciproque.

## Recherche sur les préférences féminines

### Concept de "gentil garçon"
Dans leur analyse qualitative (1999), Herold et Milhausen démontrent que les femmes associent différentes qualités à l'étiquette "gentil garçon" : "Certaines femmes offrent des interprétations flatteuses du 'gentil garçon', le caractérisant comme engagé, attentionné et respectueux des femmes. Cependant, certaines femmes soulignent des aspects plus négatifs, considérant le 'gentil garçon' comme ennuyeux, manquant de confiance en lui et peu attrayant.". Les "mauvais garçons" sont également divisés en deux catégories, "soit confiants, attrayants, sexy et excitants, soit manipulateurs, infidèles, irrespectueux envers les femmes, et intéressés uniquement par le sexe". Cette distinction aide à mieux comprendre pourquoi les femmes pourraient préférer les "gentils garçons" ou les "garçons pas gentils". Les femmes sont également interrogées sur leurs préférences et sur les valeurs qu'elles peuvent rechercher dans chaque relation, telles que l'attrait physique et les désirs sexuels dans des relations à court et à long terme.
Les gentils garçons sont parfois considérés comme trop pesants ou manquant de vision et d'ambition ; ces opinions suggèrent la confiance en soi comme point clé et domaine d'amélioration. Souvent, ces idées et opinions sur un certain gentil garçon peuvent contribuer à la volonté d'une femme de poursuivre une relation romantique.
Les chercheurs ont donc opérationnalisé les concepts de "gentil garçon" et de "salaud" de différentes manières, dont certaines sont décrites ci-dessous.

### Résultats de la recherche
Diverses études essaient explicitement d'élucider le succès, ou son absence, des "gentils garçons" avec les femmes,,,.
Jensen-Campbell et al. (1995) opérationnalisent la "gentillesse" comme un comportement prosocial, mettant en avant l'agréabilité et l'altruisme. Ils démontrent que l'attraction féminine résulte d'une interaction des tendances dominantes et prosociales. Ils suggèrent que l'altruisme peut être attractif pour les femmes lorsqu'il est perçu comme une forme de comportement agentique.
Les gentils garçons sont généralement perçus comme deux fois plus attractifs que les hommes qui se présentent comme neutres, et huit fois plus attractifs que les "salauds" dans un profil de rencontre. La dominance sociale augmente l'attraction féminine envers un homme qui a montré dans la relation des traits de gentillesse et de chaleur, recherchés par les femmes pour des relations à long terme, et moins de statut et d'attrait physique.
Sprecher et Regan (2002) démontrent que la gentillesse, la chaleur, l'expressivité, l'ouverture et l'humour sont des traits souhaitables pour un partenaire à long terme. Les indicateurs de statut social, tels que le potentiel de gain futur (richesse), ne sont pas perçus comme des traits plus souhaitables par rapport aux traits précédents. Les participants suggèrent qu'ils veulent plus d'humour, d'expressivité et de chaleur de leur partenaire que ce qui est exprimé avec leurs amis.
Herold et Milhausen (1998) démontrent que les femmes sont plus susceptibles de déclarer vouloir un gentil garçon mais ne les choisissent pas dans leur vie de rencontres réelle. Ils démontrent également que les femmes perçoivent les gentils garçons comme ayant moins de partenaires sexuels en général mais les perçoivent comme plus éligibles pour les rencontres. Les femmes affirment préférer sortir avec des personnes ayant moins d'expérience sexuelle. Cependant, un tiers des femmes déclarent avoir fréquenté plusieurs partenaires ayant plus d'expérience sexuelle qu'elles. Il y a une relation dichotomique entre la perception qu'a une femme de ce qu'est et fait un gentil garçon et s'il "termine dernier", comme le dit l'adage courant. Si une femme croit qu'un gentil garçon est gentil et respectueux envers les femmes, alors elle dira qu'il ne termine pas dernier. Si le gentil garçon est perçu comme étant passif ou peu attrayant, alors elle dira qu'il termine dernier.
Urbaniak et Killman (2003) construisent des vignettes de quatre candidats hypothétiques à une émission de rencontres : "Nice Todd" contre "Neutral Todd" contre "Jerk Todd" contre "Michael", créé comme un contrôle. "Nice Todd" décrit un "vrai homme" comme étant "en contact avec ses sentiments", gentil et attentionné, non-macho, et intéressé à mettre le plaisir de son partenaire en premier. "Neutral Todd" décrit un "vrai homme" comme quelqu'un qui "sait ce qu'il veut et sait comment l'obtenir", et qui est bon avec la femme qu'il aime. "Jerk Todd" décrit un "vrai homme" comme quelqu'un qui "sait ce qu'il veut et sait comment l'obtenir", qui garde tout le monde sur ses gardes, et évite les trucs "émotifs". "Michael" décrit un "vrai homme" comme détendu et positif. Dans deux études, Urbaniak et Kilmann démontrent que les femmes prétendent préférer "Nice Todd" à "Neutral Todd" et "Jerk Todd", par rapport à "Michael" même à différents niveaux d'attrait physique. Ils démontrent également que pour les relations purement sexuelles, "la gentillesse semble relativement moins influente que l'attrait physique". Après avoir reconnu que la préférence des femmes pour la "gentillesse" pourrait être gonflée par le biais de désirabilité sociale, en raison de leur utilisation de scripts verbaux, ils concluent que "nos résultats globaux ne favorisent pas le stéréotype du gentil garçon ; au contraire, nos résultats suggèrent que les attitudes des femmes (telles qu'exprimées dans les études précédentes) correspondent généralement à leurs comportements. La gentillesse était un facteur robuste et positif dans les choix de partenaires de rencontres des femmes et dans la manière dont elles évaluaient Todd comme désirable".
McDaniel (2005) construit des vignettes de rencontres avec un "gentil garçon" stéréotypé contre un "mec amusant/sexy" stéréotypé, et essaie de les rendre tous deux positifs. Des questionnaires sont proposés à un groupe de femmes dans lesquels elles sont présentées avec deux scénarios, l'un impliquant le gentil garçon et l'autre impliquant le mec amusant/sexy. Les deux variables mesurées sont la probabilité pour les femmes de choisir un gentil garçon plutôt qu'un mec amusant/sexy, et leurs raisons de le faire. Il est montré qu'il y a une corrélation plus forte entre les traits perçus positifs d'un homme par une femme et ses objectifs pour la relation de rencontre, les deux étant mesurés dans le questionnaire. Les deux traits qui prédisaient la probabilité de vouloir poursuivre une relation étaient l'attrait physique et la gentillesse/douceur. Cependant, si un homme était perçu comme gentil/doux mais n'était pas trouvé physiquement attrayant, cela nuisait encore plus à ses chances d'une relation romantique. Dans l'étude, il n'y avait aucun moyen de mesurer directement l'attrait physique des hommes avec lesquels elles étaient présentées ; elles n'avaient que des informations avec lesquelles elles pouvaient tirer des conclusions. Comme elles ne pouvaient pas voir les hommes et n'avaient que des informations à utiliser, McDaniel trouve que cela peut suggérer que les femmes idéalisent l'idée d'un homme gentil/doux, mais ne le choisissent souvent pas car en réalité, il est probablement moins attrayant qu'un soi-disant "salaud".
Une étude de 2008 à l'Université d'État du Nouveau-Mexique à Las Cruces montre que les "gentils garçons" déclarent avoir significativement moins de partenaires sexuels que les "mauvais garçons",.
Barclay (2010) montre que lorsque tous les autres facteurs sont constants, les hommes qui accomplissent des actes généreux sont perçus comme plus désirables pour des rendez-vous et des relations à long terme que les hommes non-généreux. Cette étude utilise une série de descriptions appariées où chaque homme est présenté dans une version généreuse ou de contrôle qui ne diffère que par le fait que l'homme tend à aider les autres. L'auteur suggère que la gentillesse elle-même est désirable pour les femmes, mais tend à être utilisée par des hommes qui sont moins attractifs dans d'autres domaines, et c'est ce qui crée l'apparence que les "mecs gentils terminent derniers".
Judge et al. (2011) concluent que "les mecs gentils ne terminent pas nécessairement derniers, mais ils finissent à une lointaine deuxième place en termes de revenus... cependant, vu de la perspective de l'équité entre les sexes, même les gentils garçons semblent s'en sortir plutôt bien par rapport aux femmes agréables ou désagréables".
Sadalla, Kenrick et Vershure (1985) montrent que les femmes sont sexuellement attirées par la dominance chez les hommes (bien que la dominance ne rende pas les hommes agréables aux femmes), et que la dominance chez les femmes n'a aucun effet sur les hommes. Cela peut encore suggérer que le mythe du gentil garçon est une question de préférence sexuelle, et non de préférence de rencontre. Les femmes semblent, dans pratiquement toutes les études, accepter des relations romantiques avec des gentils garçons mais sont moins susceptibles de les considérer comme des partenaires sexuels occasionnels.
Bogaert et Fisher (1995) étudient les relations entre les personnalités des hommes universitaires et leur nombre de partenaires sexuels. Ils trouvent une corrélation entre le nombre de partenaires sexuels d'un homme et les traits de recherche de sensations, d'hyper-masculinité, d'attrait physique et de niveaux de testostérone. Ils découvrent également une corrélation entre le nombre maximal de partenaires par mois et les traits de dominance et de psychoticisme. Bogaert et Fisher suggèrent qu'un construct sous-jacent appelé "désinhibition" pourrait être utilisé pour expliquer la plupart de ces différences. Ils suggèrent que la désinhibition serait corrélée négativement avec "l'agréabilité" et la "conscienciosité" du modèle des Big Five des traits de personnalité.
Botwin, Buss et Shackelford (1997) démontrent que les femmes ont une préférence plus élevée pour l'impétuosité et la dominance chez leurs partenaires que les hommes, dans une étude de couples de rencontres et de jeunes mariés.
Ahmetoglu et Swami (2012) démontrent que les hommes sont évalués comme plus attrayants si les femmes les perçoivent comme plus dominants, représentés dans l'étude par une posture corporelle ouverte et des gesticulations.

## Autres points de vue

### L'opinion selon laquelle "les gentils garçons terminent derniers"
Un aphorisme commun est que "les gentils garçons terminent derniers". La phrase est basée sur une citation du manager des Brooklyn Dodgers, Leo Durocher en 1946, qui a ensuite été condensée par les journalistes,. La citation originale de Durocher était : "Les gentils garçons sont tous là-bas, à la septième place" (6 juillet 1946),, en référence aux 1946 New York Giants, qui étaient les rivaux des Dodgers. La septième place à laquelle Durocher faisait référence était en réalité la deuxième à la dernière place de la Ligue nationale ; de nombreuses variantes apparaissent dans des œuvres ultérieures y compris l'autobiographie de Durocher, Nice Guys Finish Last. Les Giants finiraient la saison 1946 dans la cave de la Ligue nationale, tandis que les Dodgers de Durocher termineraient à la deuxième place.
De manière simpliste, le terme "gentil garçon" pourrait être une phrase adjectivale décrivant ce qui semble être un homme amical, gentil ou courtois. La phrase "les gentils garçons terminent derniers" est également dite avoir été inventée par le biologiste américain Garrett Hardin pour résumer la théorie du gène égoïste de la vie et de l'évolution. Cela est contesté par Richard Dawkins, qui a écrit le livre The Selfish Gene. Dawkins a été mal interprété par beaucoup comme confirmant l'opinion selon laquelle les "gentils garçons terminent derniers", mais réfute les affirmations dans le documentaire de la BBC Nice Guys Finish First.
L'opinion selon laquelle "les gentils garçons terminent derniers" dans les relations est qu'il existe une divergence entre les préférences déclarées des femmes et leurs choix réels en matière d'hommes. En d'autres termes, les femmes disent qu'elles veulent des gentils garçons, mais choisissent en réalité des hommes qui sont des "salauds" ou des "mauvais garçons" à la fin. Cela peut décourager les hommes de tenter d'avoir des relations sexuelles occasionnelles avec des femmes et également dans leur quête de relations romantiques. Stephan Desrochers affirme, dans un article de 1995 dans la revue Sex Roles, que de nombreux hommes "sensibles", basés sur leur propre expérience personnelle, ne croient pas que les femmes veulent réellement des "gentils garçons". En raison de cette croyance, les hommes sont moins susceptibles de poursuivre une relation romantique avec une femme s'ils se perçoivent comme des gentils garçons. S'ils ne croient pas que les femmes seront sexuellement ou romantiquement attirées par eux en raison de leurs traits plus féminins ou "gentils", alors ils seront probablement préoccupés, ce qui pourrait être un autre trait qui mène à la préférence des femmes pour les salauds. En d'autres termes, les hommes qui sont plus confiants et se soucient moins de savoir s'ils sont perçus d'une certaine manière sont plus susceptibles d'avoir une relation romantique ou sexuelle occasionnelle avec une femme de leur choix.
Selon McDaniel, la culture populaire et les conseils en matière de rencontres "suggèrent que les femmes prétendent vouloir un 'gentil garçon' parce qu'elles croient que c'est ce qu'on attend d'elles alors qu'en réalité, elles veulent le soi-disant 'défi' qui vient avec la fréquentation d'un mec pas si gentil".
Urbaniak & Kilmann écrivent que :

« Bien que les femmes se présentent souvent comme souhaitant sortir avec des hommes gentils, sensibles et émotionnellement expressifs, le stéréotype du gentil garçon prétend que, lorsqu'elles sont effectivement confrontées à un choix entre un tel 'gentil garçon' et un 'macho' ou 'salaud' insensible, émotionnellement fermé, elles rejettent invariablement le gentil garçon en faveur de son concurrent soi-disant macho. »

Une autre perspective est que les femmes veulent des "gentils garçons", du moins lorsqu'elles recherchent une relation romantique. Desrochers (1995) suggère qu'"il semble toujours populaire de croire que les femmes en Amérique contemporaine préfèrent les hommes qui sont 'sensibles', ou qui ont des traits de personnalité féminins". Dans une étude réalisée par Ahmetoglu et Swami (2012), il a été trouvé que les femmes étaient plus sexuellement attirées par les hommes qui avaient des comportements plus dominants par rapport aux hommes qui étaient plus fermés.
Herold et Milhausen démontrent dans une étude de 1999 sur 165 femmes universitaires que 56% prétendent être d'accord avec l'énoncé : "Vous avez peut-être entendu l'expression, 'Les mecs gentils terminent derniers.' En termes de rencontres et de sexe, pensez-vous que les femmes sont moins susceptibles d'avoir des relations sexuelles avec des hommes qui sont 'gentils' qu'avec des hommes qui ne sont 'pas gentils' ?" L'étude montre également que "bien que les 'garçons gentils' puissent ne pas être compétitifs en termes de nombre de partenaires sexuels, ils ont tendance à être plus réussis en ce qui concerne les relations à long terme et engagées". Ils postulent que les préférences des femmes pour différents types d'hommes sont liées à leur orientation sociosexuelle.
D'autres preuves apparaissent dans une étude de 2005 à Prague : "Puisque les femmes peuvent toujours trouver un homme pour une aventure d'un soir, elles gagnent un avantage si elles trouvent des partenaires pour l'éducation des enfants"[réf. nécessaire].

### "Syndrome du gentil garçon"
Les termes "gentil garçon" et "syndrome du gentil garçon" peuvent être utilisés sarcastiquement pour décrire un homme qui se voit comme un "gentil garçon" prototypique, mais dont les "bons gestes" sont considérés comme uniquement motivés par un désir de courtiser les femmes. De cette cour, le "gentil garçon" peut espérer former une relation romantique ou peut être motivé par un simple désir d'augmenter son activité sexuelle. Les résultats de l'échec sont souvent du ressentiment envers les femmes et/ou la société. Le "gentil garçon" est communément dit être mis par les femmes "dans la friend zone" qui ne réciproquent pas son intérêt romantique ou sexuel. Ces hommes croient en ce motif à cause des rôles sociétaux qui disent que les femmes leur appartiennent. Une raison derrière cela peut être que les femmes sont sexualisées dans les jeux vidéo, la télévision et les films. Les interprétations féministes de la troisième vague tendent à voir ce ressentiment comme basé sur une supposition par les hommes qu'ils ont droit au sexe et sont donc confus lorsqu'ils constatent que cela ne vient pas malgré leur supposée "gentillesse". Les interprétations plus orientées vers les hommes affirment que le ressentiment est dû au fait que la société, et la grande majorité des gens dans les conversations parlées, prétendent être attirés par des traits tels que l'honnêteté, l'intégrité et la gentillesse, alors qu'en réalité des considérations plus superficielles déclenchent l'attraction. Selon cette interprétation, les gens qui affichent la richesse, la beauté, la dominance et la confiance en soi ont tendance à réussir plus dans les relations amoureuses que les "garçons gentils". Les garçons gentils sont donc rancuniers face à l'incohérence entre ce par quoi les gens prétendent être attirés et la façon dont ils agissent en réalité,. Parfois, ces hommes sont également connus sous le terme de "chevalier blanc".
Au début de 2002, le site web Heartless Bitches International (HBI) publie plusieurs "diatribes" sur le concept du gentil garçon. Le thème central était qu'un homme vraiment gentil est désirable, mais que de nombreux gentils garçons sont des hommes peu sûrs d'eux, réticents à exprimer directement leurs sentiments romantiques ou sexuels.
Selon la journaliste Paris Martineau, les mouvements incel et red pill (partie de la mouvance anti-féministe de la manosphère) recrutent des hommes déprimés et frustrés – qui peuvent souffrir du "syndrome du gentil garçon" – dans l'alt-right.